# Mark Fayne
Mark C. Fayne (Nashua, 15 maggio 1987) è un hockeista su ghiaccio statunitense professionista che gioca nel ruolo di difensore. Dalla stagione 2014-2015 gioca nella National Hockey League con la squadra degli Edmonton Oilers.

## Carriera

### Club
Fayne dal 2006 al 2010 studiò presso il Providence College, militando inoltre nei Providence Friars, squadra inserita nella conference della NCAA della Hockey East, con 49 punti ottenuti in 139 presenze. Prima dell'esperienza presso il Providence College giocò per tre stagioni nella prestigiosa Noble and Greenough School, collezionando 60 punti in 73 partite disputate, attirando in occasione dell'NHL Entry Draft 2005 le attenzioni dei New Jersey Devils, che lo selezionarono come 155ª scelta assoluta.
Fayne fece il suo esordio nel mondo professionistico nella stagione 2010-11, disputando inizialmente 16 partite con la formazione affiliata ai Devils in AHL, gli Albany Devils. Il 22 novembre 2010 fu richiamato dalla prima squadra a causa di alcuni infortuni. Durante la decima gara in NHL, il 15 dicembre 2010, Fayne mise a segno la sua prima rete in carriera superando Il'ja Bryzgalov, portiere dei Phoenix Coyotes. L'anno successivo giocò l'intera stagione con i Devils, arrivando alla finale della Stanley Cup, dove furono sconfitti dai Los Angeles Kings. Il 20 luglio 2012 Fayne prolungò per altre due stagioni con i New Jersey Devils.
Il 1º luglio 2014 è passato agli Edmonton Oilers da svincolato.

### Nazionale
Al termine della sua stagione da rookie con i Devils, conclusa senza la qualificazione ai playoff, Fayne fu scelto per far parte del roster degli Stati Uniti per disputare i mondiali 2011 in Slovacchia. Fayne giocò quattro incontri fornendo un assist nel match contro l'Austria.

## Palmarès

### Individuale
- NCAA Hockey East All-Rookie Team: 1

2006-2007